# Niederlassungserlaubnis

Muster einer Niederlassungserlaubnis in der ab 1. September 2021 gültigen Fassung

Die Niederlassungserlaubnis ist im deutschen Ausländerrecht ein Aufenthaltsstatus nach dem seit dem 1. Januar 2005 geltenden Aufenthaltsgesetz (AufenthG), das für Bürger aus Staaten gilt, die nicht zum Europäischen Wirtschaftsraum (EWR) gehören. EWR-Bürger und ihre Familienangehörigen erwerben nach einer gewissen Aufenthaltszeit ein Daueraufenthaltsrecht, das durch eine Bescheinigung des Daueraufenthaltsrechts oder durch eine Daueraufenthaltskarte bescheinigt wird. Die Erteilung einer Niederlassungserlaubnis an sie ist gleichwohl möglich. Zudem ist es nicht mit der befristeten Aufenthaltserlaubnis zu verwechseln.

## Zweck
Die Niederlassungserlaubnis wird zum Zwecke der Verfestigung des Aufenthalts eines Ausländers im Bundesgebiet erteilt. Sie gilt unbefristet, auch wenn der für die Niederlassungserlaubnis verwendete elektronische Aufenthaltstitel eine technische Gültigkeitsdauer von bis zu zehn Jahren besitzt. Sofern der Inhaber einer Niederlassungserlaubnis ein neues Trägerdokument erhält (Reisepass oder deutsches Passersatzpapier, vgl. § 4 AufenthV), wird die Niederlassungserlaubnis lediglich übertragen, ohne dass die Erteilungsvoraussetzungen erneut geprüft werden. Die Niederlassungserlaubnis erlischt jedoch in den gesetzlich vorgesehenen Fällen (vgl. § 51 AufenthG), insbes. bei einer Ausweisung, einer nicht nur vorübergehenden Ausreise und einer nicht vorher genehmigten Abwesenheit aus der Bundesrepublik Deutschland von mehr als 6 Monaten, wobei für bestimmte Personengruppen weitere Ausnahmen gelten (vgl. § 51 Abs. 2 und 3 AufenthG). Darüber hinaus berechtigt sie sowohl zur Ausübung einer Beschäftigung als Arbeitnehmer als auch zur Ausübung einer selbständigen Erwerbstätigkeit. Bei der Entscheidung der zuständigen Ausländerbehörde, ob eine Ausweisungsverfügung erlassen werden soll, stellt die Niederlassungserlaubnis im Falle eines mindestens fünfjährigen rechtmäßigen Aufenthalts einen Gesichtspunkt des Bleibeinteresses (§ 55 Abs. 1 Nr. 1 AufenthG) dar, der im Rahmen einer unter Berücksichtigung aller Umstände des Einzelfalles vorzunehmenden Abwägung der Interessen an der Ausreise mit den Interessen an einem weiteren Verbleib (§ 53 Abs. 1 AufenthG) das öffentliche Ausweisungsinteresse (§ 54 AufenthG) zurückdrängen kann. Die Niederlassungserlaubnis kann daher neben der Erlaubnis zum Daueraufenthalt-EU als die rechtlich stärkste Form der fünf Arten des Aufenthaltstitels bezeichnet werden (vgl. § 4 Abs. 1 Satz 2 AufenthG).

## Voraussetzungen zur Erteilung
Die grundsätzlichen Voraussetzungen zur Erteilung einer Niederlassungserlaubnis sind gemäß § 9 Abs. 2 Satz 1 AufenthG:
1. der fünfjährige Besitz einer Aufenthaltserlaubnis,
2. die Sicherung des Lebensunterhalts (siehe § 2 Abs. 3 AufenthG),
3. der Nachweis von mindestens 60 Monaten Pflichtbeiträgen oder freiwilligen Beiträgen zur gesetzlichen Rentenversicherung oder Aufwendungen für einen Anspruch auf vergleichbare Leistungen einer Versicherungs- oder Versorgungseinrichtung oder eines Versicherungsunternehmens (bspw. Privatversicherung zur Altersvorsorge oder Berufsständische Versorgung),
4. grundsätzlich Straffreiheit – im Einzelfall kann die Niederlassungserlaubnis auch einem vorbestraften Antragsteller gewährt werden, wenn Gründe der öffentlichen Sicherheit oder Ordnung nicht entgegenstehen (siehe § 9 Abs. 2 Satz 1 Nr. 4 AufenthG),
5. die Erlaubnis zur Beschäftigung, sofern der Ausländer Arbeitnehmer ist,
6. der Besitz der ggf. notwendigen Erlaubnisse für die im konkreten Einzelfall ausgeübte Erwerbstätigkeit (z. B. Approbation, Eintrag in die Handwerksrolle),
7. ausreichende Kenntnisse der deutschen Sprache, Niveau B 1 (siehe § 2 Abs. 11 AufenthG),
8. Grundkenntnisse der Rechts- und Gesellschaftsordnung und der Lebensverhältnisse in Deutschland,
9. ausreichender Wohnraum für sich und seine Familienangehörige, mindestens 12 m² für Familienangehörige ab 6 Jahren und 10 m² für Familienangehörige zwischen 2 und 6 Jahren, wobei Familienangehörige unter 2 Jahren nicht mitgezählt werden (siehe § 2 Abs. 4 AufenthG).

Von diesen einzelnen Voraussetzungen gibt es jeweils Ausnahmen und ergänzende Regelungen. So wird von den Voraussetzungen der Nrn. 2, 3, 7 und 8 bei Ausländern mit körperlichen, geistigen oder seelischen Krankheiten oder Behinderungen abgesehen.
Neben der allgemeinen Vorschrift des § 9 AufenthG zur Erteilung einer Niederlassungserlaubnis gibt es einige Sondervorschriften, nach denen ebenfalls (unter abweichenden Bedingungen) Niederlassungserlaubnisse erteilt werden können:
- Beamte (§ 19c Abs. 4 Satz 3 AufenthG),
- Fachkräfte (§ 18c Abs. 1 AufenthG),
- Inhaber einer Blauen Karte/EU (§ 18 c Abs. 2 AufenthG),
- Hochqualifizierte (§ 18 c Abs. 3 AufenthG),
- Selbständige Erwerbstätigkeit (§ 21 Abs. 4 Satz 2 AufenthG),
- Konventionsflüchtlinge (§ 26 Abs. 3 AufenthG),
- Humanitäre Gründe (§ 26 Abs. 4 AufenthG),
- Familiäre Lebensgemeinschaften mit Deutschen (§ 28 Abs. 2 Satz 1 AufenthG),
- Unbefristetes Aufenthaltsrecht für Kinder (§ 35 Abs. 1 Satz 1 und 2 AufenthG),
- Ehemalige Deutsche (§ 38 Abs. 1 Satz 1 Nr. 1 AufenthG).

So wird beispielsweise bei der Erteilung einer Niederlassungserlaubnis an einen Familienangehörigen eines Deutschen gemäß § 28 Abs. 2 Satz 1 AufenthG nur der dreijährige Besitz einer Aufenthaltserlaubnis gemäß § 28 Abs. 1 AufenthG (und entsprechender Aufenthalt), die Lebensunterhaltssicherung und ausreichende Kenntnisse der deutschen Sprache gefordert. Die grundsätzlich für eine Niederlassungserlaubnis gemäß § 9 benötigten 60 Rentenbeiträge oder gar der Nachweis von Grundkenntnissen der deutschen Rechts- und Gesellschaftsordnung werden für eine Niederlassungserlaubnis gemäß § 28 Abs. 2 Satz 1 AufenthG nicht gefordert.
Des Weiteren können Übergangsregelungen greifen, die in § 104 AufenthG geregelt sind. So brauchen gemäß § 104 Abs. 2 AufenthG Ausländer mit einem Aufenthaltstitel, der vor dem 1. Januar 2005 erteilt wurde, für eine Niederlassungserlaubnis nur einfache Sprachkenntnisse, keine 60 Beiträge in die Rentenversicherung und keine Grundkenntnisse der deutschen Rechts- und Gesellschaftsordnung nachzuweisen. Zu erwähnen ist auch, dass in § 104 Abs. 8 AufenthG geregelt wurde, dass Familienangehörige von Deutschen, die am 5. September 2013 im Besitz einer Aufenthaltserlaubnis gemäß § 28 Abs. 1 AufenthG waren, für eine Niederlassungserlaubnis gemäß § 28 Abs. 2 Satz 1 AufenthG nur einfache Sprachkenntnisse nachweisen müssen.

## Form

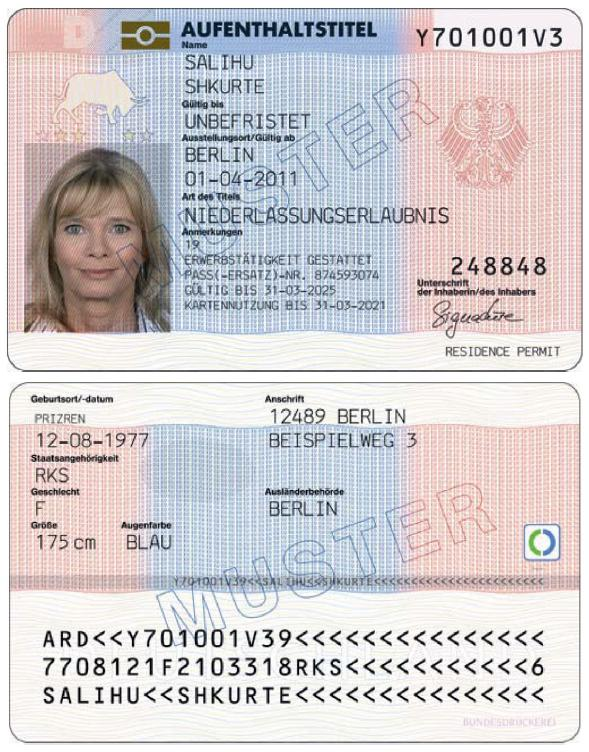
Muster einer Niederlassungserlaubnis (Vorder- und Rückseite) in dem ab 1. September 2011 ausgegebenen Scheckkartenformat

Seit 1. September 2011 wird die Niederlassungserlaubnis als elektronischer Aufenthaltstitel im Scheckkartenformat ausgegeben. Die Eintragung der Niederlassungserlaubnis in den Nationalpass in Form eines Aufklebers findet nicht mehr statt. Soweit dies bei einzelnen Behörden immer noch geschieht, ist dies rechtswidrig.
Bei Neuausstellungen eines elektronischen Aufenthaltstitels wird die Seriennummer des Passes bei Inhabern oder Inhaberinnen einer Niederlassungserlaubnis inzwischen nicht mehr auf dem eAT abgebildet. Die Karte ist dann ab Ausstellung grundsätzlich 10 Jahre gültig und nicht mehr direkt an die Gültigkeit des Nationalpasses gekoppelt. Generell gilt weiterhin, dass Sie gemäß § 3 des Aufenthaltsgesetzes im Besitz eines anerkannten und gültigen Passes sein müssen.

## Gebühren
Die Gebühren für die Erteilung einer Niederlassungserlaubnis bestimmen sich nach der Aufenthaltsverordnung (AufenthV) und betragen zwischen 113,00 € und 147,00 € (§ 44 AufenthV), wobei auch Befreiungen und Ermäßigungen möglich sind (§ 52 AufenthV).
In Bezug auf türkische Staatsbürger, die vom Assoziierungsabkommen EWG – Türkei profitieren, hat das Bundesverwaltungsgericht die Höhe der Gebühr für rechtswidrig erklärt, weil sie gegen das im Abkommen festgehaltene Diskriminierungsverbot verstoße. Von Ersteren wird für die Niederlassungserlaubnis (und andere Aufenthaltstitel) nunmehr die gleiche Gebühr erhoben wie von Inländern für die Ausstellung eines Personalausweises (Stand 2021 je nach Alter des Antragstellers 22,80 € bzw. 28,80 €) (§ 52a AufenthV).